# 1982년 전국장애인체육대회
제2회 전국장애인체육대회는 1982년 10월 11일부터 10월 12일까지 2일 간 서울에서 개최되었다. 이 대회는 한국재활협회와 문화방송이 공동주최하였다. 당시에는 '전국 장애자 체육대회' 또는 '전국 장애자 체전'이라는 명칭을 사용하였다.

## 장소
- 여의도체육공원
- 정립회관
- YMCA 체육관
- 서울여자상업고등학교 (서울특별시 서대문구 통일로26길 41, 현 서울특별시 상수도사업본부 서부수도사업소)

## 종목
- 육상: 100m, 60m, 투포환, 멀리뛰기
- 마라톤 20km
- 역도
- 유도
- 궁도
- 수영
- 탁구
- 사격 (공기총)
- 줄다리기

 위 두 기사의 종목이 서로 달라 합계 12개 세부 종목이 됨.